# Fushultadammen
Fushultadammen är en sjö i Karlsborgs kommun i Västergötland och ingår i Göta älvs huvudavrinningsområde. Sjöns area är 0,01 kvadratkilometer och den är belägen 176 meter över havet.